# KAMINI
KAMINI (аббр. от Kalpakkam Mini) — это индийский экспериментальный исследовательский реактор, расположенный в городе Калпаккам. Он был запущен в эксплуатацию в 1996 году и является первым в мире реактором, использующим в качестве топлива уран-233, полученный при облучении оксида тория на расположенном неподалёку бридерном реакторе на быстрых нейтронах.